# 析出硬化
析出硬化（せきしゅつこうか）とは、合金中に過飽和に固溶した化学成分が析出して、組織中に微小な粒子を分散・形成させることで、材料の強度・硬さが向上する現象である。析出強化、分散強化、時効硬化などともいう。アルミニウム合金、チタン合金、鉄合金などにおける高強度な材種は、析出硬化を利用して高強度を実現していることが多い。

## 析出粒子

アルミニウム・銅の二元状態図。500 °C 前後ではAlのα単相だが、温度が下がるとθ相（析出相 CuAl_{2})も現れる。

ある原子から成る固体が別の原子を含んでいるとする。この合金が、高温では溶質原子を固溶して母相単一となるが、室温近辺では溶質原子が析出して母相と析出相の2相となるタイプの状態図を持つとする。このとき、高温状態での固溶体を昇温状態から急冷して室温に戻すと、溶質原子を析出させることなく、過飽和に母相に固溶させた組織を得ることができる。このような温度操作を溶体化処理という。
しかし、このような過飽和固溶体は熱力学的に安定な状態ではないので、溶解度曲線を下回るような温度であっても、溶質原子が微細に析出して、安定になろうとする。このようにして形成される、析出物から成る微小な相の粒子を「析出粒子」や「析出物粒子」と呼ぶ。母相と対比して「第2相粒子」などともいう。これらの微細な析出粒子の存在によって析出硬化が起こされる。過飽和固溶体の温度を少し上げて溶質原子を析出させる過程を時効処理などという。

## 強化メカニズム
金属材料の塑性変形は結晶中の転位の運動で起きるので、何らかの方法で転位の運動を妨げることが、金属材料の現実的な高強度化の方法となる。析出硬化による高強度化のメカニズムもその点で同じである。

析出粒子と転位の運動の概略図。上が粒子切断機構、下がオロワン機構。

析出硬化の基本的なメカニズムは、転位線が析出粒子内部を通過する（できる）場合と通過しない（できない）場合の2つに分けれられる。析出粒子の強度が低い場合、転位線は析出粒子内部を通過することができる。しかし、通過の際に、析出粒子自体および析出粒子が周りに生み出している応力場から抵抗を受ける。この抵抗が強度の向上を生み出す。このメカニズムを「粒子切断機構」や単に「切断」という。転位線が析出粒子を粒子切断機構で通過できるのは、GPゾーンのように析出粒子が母相と整合的である場合に限られる。
粒子切断機構で転位線が析出粒子を通過するときの抵抗せん断応力を見積もると、通過に必要なせん断応力 τ は、
{\displaystyle \tau =\mu \epsilon ^{3/2}{\sqrt {\frac {fr}{b}}}}
となる。ここで、μ は剛性率、ε はミスフィットひずみの絶対値、f は単位体積当たりの析出粒子体積（体積率）、r は析出粒子の半径、b はバーガースベクトルの絶対値である。この式から、体積率または析出粒子径の平方根に比例して強度が大きくなると推定できる。
一方、析出相粒子の強度が高い場合、転位線はもはや析出粒子の内部を進むことができなくなる。このとき、転位線は析出粒子の周りに転位線のループを残し、析出粒子自体を横切ることなく通過する。このメカニズムを「オロワン機構」「バイパス機構」あるいは「オロワンのバイパス機構」という。オロワン機構で転位線が通過するときにも転位線は抵抗を受けるため、強度が向上する。特に分散強化とは、こちらのオロワン機構にもとづく強化のみを指す場合もある。
析出粒子を強く固定されたピンとみなして、オロワン機構で転位線が通過させるのに必要なせん断応力 τ は、
{\displaystyle \tau ={\frac {\mu b}{L}}}
と導出できる。上記に同じく、μ は剛性率、b はバーガースベクトルの絶対値である。L は隣り合う析出粒子の間隔距離で平均の粒子間隔と置ける。この τ をオロワン応力などともいう。この式から予測できるように、L が小さいほど、すなわち析出粒子が互いに密な形で存在しているほど、強化の程度が大きくなる。

縦軸を強度、横軸を析出粒子径として描いた、切断によるせん断応力（黄色）とオロワン応力（青色）の関係

体積率 f を一定として析出粒子を平均粒子径 r が大きくなっていけば、平均粒子間隔 L は比例して大きくなる。すなわち、オロワン応力は平均粒子径に反比例する。一方で、切断によるせん断応力は、上記のとおり r の平方根に比例する。したがって、切断によるせん断応力とオロワン応力が交わるとき、すなわち粒子切断機構からオロワン機構へ切り替わるときに理屈上は最大の強度となる。
温度は一定として、合金をその温度で保持する時間と得られる強度の関係を示した曲線を「時効曲線」や「時効硬化曲線」と呼ぶ。一般的に、時効時間が長いほど、析出物のサイズは集積して大きくなる。したがって、析出硬化処理によって得られる強度は、時効時間が短い内は時間が経つほど大きくなり、時効時間が長くなると時間が経つほど小さくなる。このように、強度が増加していくときを「亜時効」、強度が最大になっているときを「ピーク時効」、強度が減少していくときを「過時効」という。
したがって、析出硬化による高強度化を最大限にするには、
- 合金元素の添加量を増やし、析出粒子の体積率を増やす
- 析出粒子を微細化させて、析出粒子のサイズを小さくする

のいずれかまたは両方が効果的である。

## 適用例
アルミニウム合金、チタン合金、鉄合金、ニッケル合金などで、高強度化に析出硬化が利用されている。特にアルミニウム合金は析出硬化現象が最初に発見された合金で、ジュラルミンは最初に析出硬化を実用した合金である。現在の規格の規定では、Al-Cu系の2000系、Al-Mg-Si系の6000系、Al-Zn-Mg系の7000系が、アルミニウム合金の析出硬化利用可能な材種にあたる。最も高強度な7000系では時効処理によって引張り強さを最大で約 2.6 倍まで向上でき、600 MPa 前後の引張り強さを得られる。
析出硬化を利用する鉄合金としては、析出硬化系ステンレス鋼やマルエージング鋼がある。析出硬化系ステンレス鋼はステンレス鋼の一種で、代表的鋼種の 17-4PH は約 4% の銅を含み、時効処理で銅を豊潤に含有する第二相（Cu-rich相）を析出させる。マルエージング鋼は引張り強さが 1500 MPa を超える超強力鋼の一種で、ニッケルによる焼入れ・マルテンサイト変態とニッケル・モリブデン系およびニッケル・チタン系の化合物による時効処理・析出硬化を高強度化に利用している。実用されているマルエージング鋼の引張り強さの最大レベルは、約 2500 MPa に達する。